# Ngày Chống Bắt nạt
Ngày Chống Bắt nạt (hoặc Ngày Áo Hồng) là một sự kiện thường niên được tổ chức ở Canada và các nơi khác trên thế giới, nơi mọi người mặc áo sơ mi màu hồng để chống lại nạn bắt nạt. Sáng kiến này được bắt đầu ở Canada diễn ra vào thứ Tư cuối cùng của tháng 2 hàng năm. Ở New Zealand, Ngày Chống Bắt nạt được tổ chức vào tháng 5.

## Lịch sử
Sự kiện này ban đầu do hai học sinh lớp 12 tên là David Shepherd và Travis Price ở Berwick, Nova Scotia tổ chức vào năm 2007, họ bỏ tiền ra mua và phân phát 50 chiếc áo sơ mi hồng sau khi một học sinh lớp 9 tên Chuck McNeill bị bắt nạt vì mặc áo polo màu hồng trong ngày đầu tiên đi học tại Trường Trung học Rural Central Kings ở Cambridge, Nova Scotia. Năm đó, Thủ hiến Nova Scotia Rodney MacDonald đã tuyên bố ngày thứ Năm thứ hai của tháng 9 (khớp với ngày bắt đầu mỗi năm học) là "Ngày Đứng lên Chống Bắt nạt" nhằm ghi nhận những sự kiện này.
Năm 2008, Thủ hiến British Columbia, Gordon Campbell tuyên bố ngày 27 tháng 2 là Ngày Chống Bắt nạt cấp tỉnh. Năm 2009, BGC Canada đã thiết kế những chiếc áo phông màu hồng có dòng chữ "Dừng Bắt nạt" và "Ngày Áo Hồng" cho Ngày Chống Bắt nạt.
Tháng 5 năm 2009, New Zealand làm lễ kỷ niệm Ngày Áo Hồng đầu tiên.
Năm 2012, Liên Hợp Quốc tuyên bố ngày 4 tháng 5 là Ngày Chống Bắt nạt của Liên Hợp Quốc. Tương tự, UNESCO đã công bố ngày thứ Năm đầu tiên của tháng 11 là Ngày Quốc tế Chống Bạo lực và Bắt nạt tại Trường học, bao gồm cả Bắt nạt qua Mạng.

## Mục đích
Ngày Chống Bắt nạt được thành lập để ngăn chặn hành vi bắt nạt tiếp theo. Bộ Tư pháp Hoa Kỳ cho thấy rằng cứ bốn đứa trẻ thì có một đứa sẽ bị bắt nạt trong thời niên thiếu.